# Universitat de Cap Verd
La Universitat de Cap Verd (portuguès Universidade de Cabo Verde) és una universitat pública de Cap Verd.

## Història
La universitat es va crear en 2006 per la fusió de dos colleges:
- ISE (Instituto Superior de Educação) situat a Praia
- ISECMAR (Instituto Superior de Engenharias e Ciências do Mar) a Mindelo

En 2007, se'ls va unir oficialment una tercera escola:
- INIDA (Instituto Nacionai de Investigação e Desenvolvimento Agrário) a São Jorge dos Órgãos

El 31 de gener de 2014 es van presentr tres candidats per a rector. Va ser la primera vegada en la història de Cap Verd que un rector universitari seria elegit directament pel cos d'estudiants, membres de la facultat, així com pel personal. Dels tres candidats que competien per la posició, Judite de Nascimento va guanyar aclaparadorament les eleccions i es va convertir en el primer rector elegit i primer rector de sexe femení.

## Composició
La Universitat de Cap Verd té cinc campus:
- Facultats de Ciència i Tecnologia i de Ciències Socials, Humanitats i Arts es troben a l'illa de Santiago a Palmarejo (campus principal);
- Facultat de Ciències Socials, Humanitats i arts es troba a l'illa de São Vicente a Mindelo;
- Escola de Negocis i de Govern es troba al barri d'Achada Santo António, Praia;
- Facultat de Ciències Agrícoles i Medi Ambient es troba al municipi de São Jorge dos Órgãos;
- Facultat de Ciències Marítimes està situat a l'illa de São Vicente a Ribeira Julião.

La universitat més gran de Cap Verd ofereix 44 llicenciatures, 24 graus de mestratge (incloent un títol de metge), 20 graus d'associat (tècniques), i quatre títols de doctorat.